# Révolution libérale équatorienne
La révolution libérale équatorienne de 1895 prend place en Équateur et est une période de bouleversement politique et social devenue radicale. Cette révolution commence le 5 juin 1895 et se termine par le renversement du régime conservateur, dans laquelle le pays aura été dirigé durant des décennies par des libéraux, tous menés par le maréchal suprême Eloy Alfaro. Après cette révolution, de nouveaux mesures sont prises par le gouvernement, comme la légalisation du divorce, l'autorisation de la liberté de culte et la diminution de l'autorité de l'Église, qui voit ses biens confisqués. 
Cette révolution est décrite comme la naissance de l'Équateur moderne, avec une nouvelle structure du pouvoir qui favorise le Parti libéral, et de nouveaux projets d'infrastructures tel que la construction d'une ligne de chemin de fer entre Quito et Guayaquil. 